# Rusini u Hrvatskoj
Rusini u Hrvatskoj  su jedna od 22 priznate nacionalne manjine u Hrvatskoj.
Prema posljednjemu popisu stanovništva u Hrvatskoj živi 1337 Rusina, od čega 76,85 % u Vukovarsko-srijemskoj županiji

## Kultura
U Zagrebu pri Knjižnicama grada Zagreba djeluje Središnja knjižnica Rusina i Ukrajinaca u Hrvatskoj .
Rusini imaju kulturno-umjetnička društva "Rusnak", Petrovci, KUD „Osif Kostelnik",Vukovar, KUD „Jakim Hardi", Petrovci, KUD „Jakim Govlja",  Mikluševci, KUD Rusina, Osijek, KUD Rusina, Vinkovci, Kulturno društvo Rusina i Ukrajinaca PGŽ „Rusnjak" Rijeka, Kulturno-prosvjetno društvo Rusina i Ukrajinaca, Rijeka.

## Povijest
Prije dolaska Mađara u Panoniju, Rusini su živjeli u Podkarpatju i na Karpatima. U 14. st. na feudalni posjed u Potkarpatje doselio ih je Fedor Korjatović. Dobili su višegodišnje oslobođenje od plaćanja obveza (i do 12 slobodnih godina). U Panoniju su doselili iz Hornjice, (Potkarpatje – leži južno i jugozapadno od vrhova Karpata i proteže se na zapad do rijeke Poprad u Slovačkoj) iz ekonomskih razloga. Doselili su kao Rusini grkokatolici, (do 1777. pripadali su kaločanskoj (Kalocsa) nadbiskupiji, a dalje križevačkoj) s pravom na slobodu selidbe. Došli su po pozivu Njegovog Kraljevstva Apostolskog Veličanstva i savjetnika Kraljevske Ugarske komore, Redl de Rotengauzena, prvo u Ruski Krstur i Kucuru (Bačka), prvom migracijom oko 1750., a zatim doseljavaju iz Bač Kerestura u Stare Jankovce 1830. godine, Petrovce 1836. godine i Mikluševce 1856 godine., te u manjim skupinama i u druge dijelove Hrvatske drugom migracijom, između 1830. i 1880. (godina 1830. se uzima za godinu doseljavanja Rusina u Hrvatsku). 
Doselili su iz županija: Zemplin, Boršod, Ung, Šariš, Spiš, Ugoča, Maramures, Satmar, Bereg, Sabolč, Abauj-Torna,Temes. Nekima je Hornjica već bila zavičaj, a pamtili su da su im preci došli s Karpata ili iz Podkarpatja, gdje su živjeli prije dolaska Mađara u Panoniju. Migrirali su prema jugu zbog neslaganja s feudalcima. Sudjelovali su i u Rakocijevoj buni. Spuštali su se Tisom prema jugu. Sa sjevera Mađarske, iz mjesta Nagykálló, Nagykároly i Miskolc dolazili su do mjesta Makó, na jugu Mađarske. 
Od kraja 17. i u 18. st., kada se granica Osmanlijskoga Carstva ustaljuje na Uni, Savi i Dunavu, vlast potiče plansko naseljavanje. Nakon mira u Srijemskim Karlovcima 1699. Bečki dvor je počeo naseljavati novopripojeni prostor prvo Nijemcima, a zatim Mađarima, Slovacima, Rusinima, i ostalim narodima, koji su živjeli u Monarhiji. Rusini su došli u Ruski Krstur 1751., a u Kucuru 1763., kao grkokatolici unijati slobodne selidbe. Po dokumentima iz arhive muzeja Vojvodine, Srijemskih Karlovaca, N. Sada, Budimpešte, Zagreba, Beograda, Samobora, Baje, crkvene arhive grkokatoličke crkve Križevci i crkvene arhive u Kaloči, pretpostavlja se da je u drugoj polovici 18. st. s Hornjice doselilo u Bačku 2000 – 3000 Rusina, a da ih je 1918. bilo 20.000. Iz Bačke su se selili u Srijem i Slavoniju. Već 1765. iz Ruskoga Krstura se iselilo oko 300 osoba, zbog boljega iskorištavanja slobodnih godina. U novom kraju, u mješovitim brakovima dolazilo je do nove migracije i nove asimilacije. U 19. st. Rusini su uglavnom bili prepoznatljivi kao grkokatolici, a od 20. st. evidentiraju se i kao Rusini i kao grkokatolici. Parohija je osnovana u Petrovcima 1836. (1350 vjernika), i koristio se autohtoni jezik, (oni ga na svom jeziku zovu ruski, a ono što mi nazivamo ruski Rusinima je rusijski), a u Mikluševcima 1858. (750 vjernika). Rajevo Selo imalo je 1911. god. 430 vjernika, Osijek 1941. god. 150 vjernika, Vinkovci 1958. god. 250 vjernika, a Vukovar 1962. god. 1000 vjernika.

## Kretanje broja Rusina
- Napomena: 1948., 1953. i 1961. godine u okviru Rusini zabilježeni su i podaci za Ukrajince.

Nacionalni i vjerski sastav stanovništva u gradovima istočne Hrvatske 1900. i 1910.
| Mjesto   | Rusnaci | Rusnaci | Grkokatolici | Grkokatolici |
| -------- | ------- | ------- | ------------ | ------------ |
|          | 1900.   | 1910.   | 1900.        | 1910.        |
| Vinkovci | 37      | 31      | 66           | 117          |
| Ilok     | 93      | 66      | 100          | 141          |
| Vukovar  | 1521    | 1567    | 1523         | 1649         |
| Županja  | 123     | 221     | 120          | 239          |

Po popisu stanovništva 1953. rusinskim je jezikom u Hrvatskoj govorio 4831 stanovnik, dok 1971. god.  broje 3728 stanovnika. Po popisu stanovništva iz 1991. u Republici Hrvatskoj živjelo ih je 3253, ili 0,1 % (do 1971. pod Rusin su bili uključeni Ukrajinci i Malorusi, a od 1971. god. evidentiraju se odvojeno). U malim skupinama žive u cijeloj Hrvatskoj, a najviše ih je u Vukovaru (924), Mikluševcima (493 što čini 73,2 % stanovništva), Petrovcima (737 ili 57 %), što ukupno iznosi 2284. Manji je broj Rusina u Starim Jankovcima (28), Piškorevcima (12), Donjim Andrijevcima(11),  Andrijaševcima(8), Rajevom Selu (87) i Gunji (38). Gradovi u kojima ima bar oko 100 Rusina su: Zagreb (141), Osijek (105), Vinkovci (109), Županja (136), bivša zajednica općina Rijeka (85).

## Popis stanovništva 2001. godine
Broj Rusina po županijama prema popisu stanovništva iz 2001. godine.
| Županija                          | Rusina | Ukupni postotak |
| --------------------------------- | ------ | --------------- |
| Vukovarsko-srijemska              | 1796   | 76,85 %         |
| Osječko-baranjska                 | 127    | 5,44 %          |
| Grad Zagreb                       | 123    | 5,22 %          |
| Primorsko-goranska                | 61     | 2,61 %          |
| Istarska                          | 31     | 1,33 %          |
| Koprivničko-križevačka            | 28     | 1,20 %          |
| Brodsko-posavska                  | 25     | 1,07 %          |
| Zagrebačka                        | 25     | 1,07 %          |
| Virovitičko-podravska             | 18     | 0,77 %          |
| Zadarska                          | 15     | 0,64 %          |
| Splitsko-dalmatinska              | 13     | 0,56 %          |
| Bjelovarsko-bilogorska            | 13     | 0,56 %          |
| Požeško-slavonska                 | 12     | 0,52 %          |
| Sisačko-moslavačka                | 11     | 0,47 %          |
| Dubrovačko-neretvanska            | 11     | 0,47 %          |
| ostale županije                   | 28     | 1,20 %          |
| Ukupno                            | 337    | 100 %           |
| (Popis stanovništva 2001. godine) |        |                 |

## Organizacija
Danas Rusini djeluju u Hrvatskoj kroz brojna kulturno-umjetnička društva unutar Saveza Rusina Hrvatske, imaju manifestacije Kad je golubica letjela, Petrovačko zvono i Mikluševačko ljeto, na Hrvatskom radiju Vukovar imaju tjednu emisiju (nakon vijesti u 7 ujutro) Valovi s Dunava (rsn.: Габи з Дунаю) na rsn. jeziku, te časopise Rusnakovo klaski (godišnjak društva Rusnak), Misli s Dunava (godišnjak Saveza Rusina Republike Hrvatske), dvomjesečnik Novu dumku i časopis za mlade Vjenčić. U Mikluševcima djeluje sportsko društvo SD Rusin Mikluševci, gdje je najaktivniji nogometni klub NK Rusin Mikluševci. U Petrovcima djeluje nogometni klub NK Petrovci.

## Poznati Rusini iz Hrvatske
- Eugenija Barić (rođ. Hornjak), hrvatska jezikoslovka
- Irena Kolesar, glumica
- Julije Drohobeczky, križevački biskup, borac za hrv. jezik, umj. mecena, njegovatelj glazbene kulture i crkvenoslavenskog jezika,
- Vlado Štefančić, redatelj, glumac, plesač, pjevač, utemeljitelj hrvatskoga mjuzikla
- Gabrijel Bukatko, križevački vladika i beogradski nadbiskup
- Ljubica Segedi Falc, učiteljica rusinskog jezika, pjesnikinja, utemeljiteljica društva Rusnak i njegova počasna predsjednica, članica Svjetskog vijeća Rusina

## Vanjske poveznice
- Savez Rusina i Ukrajinaca Republike Hrvatske  Arhivirana inačica izvorne stranice od 21. lipnja 2007. (Wayback Machine)
- Rusini u gradu Zagrebu
- Rusnaci na internetu
- Petrovci.hr  Arhivirana inačica izvorne stranice od 6. siječnja 2014. (Wayback Machine)
- Općina Tompojevci, naselje Mikluševci[neaktivna poveznica]
- Rusini blog
- Emisija Bogatstvo u različitosti  Arhivirana inačica izvorne stranice od 23. travnja 2017. (Wayback Machine) ur. i vod.: Jasna Pavelić Jureško, tema: Rusinska nacionalna manjina u RH, Radio Marija, emitirano 1. ožujka 2017.

Knjige
- Ljubica Harhaj, 50 godina kulturno-umjetničkog društva "Osif Kostelnik" Vukovar  Arhivirana inačica izvorne stranice od 14. prosinca 2022. (Wayback Machine)
- Nikola Par, Stradanja Rusina u Domovinskom ratu 1991./92.  Arhivirana inačica izvorne stranice od 22. listopada 2021. (Wayback Machine)
- Filip Škiljan, [neaktivna poveznica]